# Casey Wilson
Cathryn Rose Wilson (Alexandria, Virginia; 24 de octubre de 1980), conocida como Casey Wilson, es una actriz estadounidense, más conocida por su papel como Penny Hartz en la serie del canal de televisión ABC, Happy Endings.

## Biografía
Wilson se graduó en arte dramático en la Universidad de Nueva York y comenzó en el UCB Teatro (Upright Citizens Brigada) una vida de teatro y de cine con el premio ECNY Award por el Best Comedy Duo.
Alcanzó la fama con el programa de entretenimiento de máxima audiencia de los EE. UU., Saturday Night Live.

## Vida personal
Desde 2011 mantiene una relación sentimental con David Caspe (nacido el 20 de octubre de 1978), creador de la serie de televisión Happy Endings, serie en la que Wilson ejercía uno de los papeles protagonistas y en la que la pareja se conoció. En septiembre de 2013 la pareja anuncia su compromiso poco tiempo después de que se anunciara que la serie había llegado a su fin. Se casaron el 25 de mayo de 2014 en Ojai, California. Tienen dos hijos, Max Red Caspe (nacido en mayo de 2015) y Henry Bear Caspe (nacido en agosto de 2017). Cuando su hijo Max tenía 4 años, fue diagnosticado celíaco. Su tercera y una hija, Frances 'Frankie' Rose Caspe, nació a través de maternidad subrogada en enero de 2023.

## Filmografía
- Guerra de novias, de Gary Winick: como Stacy
- Julie & Julia, de Nora Ephron: como Regina
- Freak Dance, de Matt Besser: como Dama rica
- Kiss & Kill (Killers), de Robert Luketic: como Kristen
- How I met your mother (Cómo conocí a vuestra madre): Krirsten
- Happy Endings (Finales felices): Penny Hartz
- C.O.G.: como Martha
- Ass Backwards, de Chris Nelson: como Chlöe
- Gone Girl
- Marry Me: como Annie
- Quizás para siempre, de Nahnatchka Khan: como Chloe
- The Listener, de Steve Buscemi: como Ruby[5]

## Saturday Night Live
En Saturday Night Live comenzó en enero de 2008 y ha realizado imitaciones de:
- Rachael Ray
- Scarlett Johansson
- Jennifer Aniston
- Elizabeth Taylor
- Mariam Budia
- Carolyn Maloney
- Elizabeth Dole
- Chelsea Clinton